# كارل بيرتيلسون
كارل بيرتيلسون (بالسويدية: Carl Bertilsson)‏ هو لاعب جمباز فني سويدي، ولد في 18 أكتوبر 1889 في Hylte Municipality ‏ في السويد، وتوفي في 16 نوفمبر 1968 في كريستيانستاد في السويد.

## وصلات خارجية
- كارل بيرتيلسون على موقع اللجنة الأولمبية الدولية (الإنجليزية)
- كارل بيرتيلسون على موقع أوليمبيديا (الإنجليزية)
- كارل بيرتيلسون على موقع اللجنة الأولمبية السويدية (السويدية)